# Saint-Aubin-sur-Yonne
Saint-Aubin-sur-Yonne – miejscowość i gmina we Francji, w regionie Burgundia-Franche-Comté, w departamencie Yonne.
Według danych na rok 1990 gminę zamieszkiwało 366 osób, a gęstość zaludnienia wynosiła 41 osób/km² (wśród 2044 gmin Burgundii Saint-Aubin-sur-Yonne plasuje się na 556. miejscu pod względem liczby ludności, natomiast pod względem powierzchni na miejscu 991.).